# エース・レコード (アメリカ合衆国)
エース・レコード (Ace Records) は、アメリカ合衆国にかつて存在したレコードレーベル。ジョニー・ヴィンセントが1955年にミシシッピ州ジャクソンで創業し、1960年代前半にかけリズム・アンド・ブルース、ロックンロールのヒット曲を多く世に送り出した。

## 歴史
1955年8月、スペシャルティ・レコードでA&R担当だったジョニー・ヴィンセントがジャクソンにレーベルを設立した。レーベル初のレコードとなったのはR&Bシンガー、アル・コリンズの"Shuckin' Stuff"だった。
続いてアール・キング 、ヒューイ・"ピアノ"・スミス、フランキー・フォードといったアーティストたちがレーベル入りしてヒットを生み、レーベルは勢いづいた。中でもレーベルのアーティストとして最大の成功を収めたのは、白人のティーンエイジ・アイドル、ジミー・クラントンで、1958年から1963年の間に3つのトップ10ヒットを含む11曲をチャート入りさせている
エースはミシシッピ州のレーベルながら、ニューオーリンズのアーティストに力を入れており、コズィモ・マタッサのレックス (Rex)・レコード、ロイド・プライスのKRCレコードといったニューオーリンズのレーベルの配給も行っていた。
エース・レコードは、1962年までは独自に製品の配給を行なっていたが、1962年にヴィージェイ・レコードと販促と配給の契約を締結し、同レーベルに配給を委ねた。しかし、ヴィージェイの経営は傾き始め、1966年に破綻。これによりエース・レコードも巨額な損失を被り、活動休止に追い込まれた。
1971年には、レーベルの活動を再度開始し、新たな音楽の制作、並びに過去のレコーディングからのリイッシューを行うようになった。ヴィンセントは1970年代から80年代にかけてレーベルを存続させ、主にリイッシュー音源をリリース。ときには新録作品も手掛けた。
1997年、ヴィンセントはレーベルをイギリスのミュージック・コレクション・インターナショナル(MCI)へ売却。現在はMCI清算に伴い、親会社のディーモン・ミュージック・グループが権利を有している。

## 傘下レーベル
エースは、廉価盤をリリースするティーム (Teem)・レコード、ヴィン (Vin) ・レコードという2つのレーベルを傘下に置いていた。

## おもなアーティストとレコード
エース・レコードには、アール・キング、ジミー・クラントン、ヒューイ・"ピアノ"・スミス、ジョー・テックス、スコティ・マッケイ (Scotty McKay)、ボビー・マーシャンらが録音を残した。
エース・レコードが出した影響力のあるヒット曲の例としては、以下のようなものが挙げられる：
- ヒューイ・"ピアノ"・スミス・アンド・ザ・クラウンズ - "Rocking Pneumonia and the Boogie Woogie Flu" (1957年)
- ヒューイ・"ピアノ"・スミス・アンド・ザ・クラウンズ - "Don't You Just Know It" (1958年)
- ジミー・クラントン - "Just A Dream" (1958年)
- フランキー・フォード - "Sea Cruise" (1958年)
- ジミー・クラントン - "Go, Jimmy, Go" (1959年)
- ヒューイ・"ピアノ"・スミス・アンド・ザ・クラウンズ - "Pop-Eye" (1962年)
- ジミー・クラントン - "Venus In Blue Jeans" (1962年)

## ミシシッピ・ブルース・トレイル
エース・レコードの跡地には、ミシシッピ・ブルース委員会(Mississippi Blues Commission)がブルースゆかりの地に設置しているミシシッピ・ブルース・トレイルの記念標識が設けられている